# Xavier Grau i Masip
Xavier Grau i Masip (Barcelona, 1951 - Barcelona, 30 de maig de 2020) va ser un artista i pintor català.
Es formà a l'Escola de Belles Arts de Barcelona on, anys després, exercí durant un temps com a professor. S'inicià en l'art conceptual, però a partir de l'any 1976 es dedicà ja definitivament a la pintura i participà en la mostra "Per una crítica de la pintura a Barcelona", donant-se a conèixer a través del grup Trama, del qual va formar part juntament amb Gonzalo Tena, José Manuel Broto, Carlos León, Javier Rubio i Federico Jiménez Losantos. La rellevància del grup el va marcar durant bona part de la trajectòria professional que desenvoluparia posteriorment, ja en solitari. Per als integrants de Trama, que publicaven una influent revista on exposaven el seu punt de vista teòric sobre l'art, el que importa de la pintura no és el seu "significat" sinó el que és "capaç de provocar en qui pinta i qui l'observa". El seu treball, un dels més notables de l'abstracció a Catalunya, evolucionà del monocromatisme geomètric a l'expressionisme abstracte proper a Willem de Kooning, Arshile Gorky o Philip Guston.
Exposà individualment per primer cop el 1979, i entre les exposiciones posteriors destaquen la realitzada a la galeria Maeght de París el 1989, a la de Salvador Riera de Barcelona el 1992, a la de Luis Adelantado de València el 1993, i a la de Carles Taché Mitjans de Barcelona en 1994 i 1995. El 1997 el Centre d'Art Santa Mònica de Barcelona li dedicà una exposició retrospectiva. El 2002, a Barcelona exposà a la galeria Miquel Marcos, el qual esdevingué el seu galerista. De les exposicions posteriors sobresurt la que va tenir lloc el 2013 a la Fundació Vila Casas amb el títol La morfosi sense fi. Participà també en les Mostres d'Art Contemporani Català els anys 1982 i 2000. L'obra de Xavier Grau és present, entre altres col·leccions a la del Museu d'Art Contemporani de Barcelona, la Fundació Joan March, l'Institut Valencià d'Art Modern, la Col·lecció d'Art Contemporani de la Fundació La Caixa i el Museu d'Art Abstracte Espanyol de Conca. També ha estat exposada al Museu Reina Sofia.
Xavier Grau va morir el 30 de maig del 2020, als 69 anys, a conseqüència d'un càncer.